# Lupinus aschenbornii
Lupinus aschenbornii är en ärtväxtart som beskrevs av Sebastian Schauer. Lupinus aschenbornii ingår i släktet lupiner, och familjen ärtväxter. Inga underarter finns listade i Catalogue of Life.